# Weltcupfinale 2019 (Spring- und Dressurreiten)
| Weltcupfinale 2019   | Weltcupfinale 2019                                                      |
| -------------------- | ----------------------------------------------------------------------- |
| Turnierserien:       | FEI-Weltcup Dressurreiten 2018/2019, FEI-Weltcup Springreiten 2018/2019 |
| Austragungsort:      | Scandinavium, Göteborg, Schweden                                        |
| Teilnehmende Reiter: | 18 Dressurreiter; 33 Springreiter (ohne Rahmenprüfungen)                |
| Internet:            | gothenburghorseshow.com                                                 |

Das Weltcupfinale 2019 im Spring- und Dressurreiten war das Finale der Weltcupserien in zwei Pferdesportdisziplinen. Es wurde vom 3. bis zum 7. April 2019 im Scandinavium in Göteborg durchgeführt.

## Pferdesport in Göteborg
Alljährlich wird in Göteborg die Göteborg Horse Show ausgerichtet, üblicherweise im Februar. Ihre Premiere bestritt die Veranstaltung im Frühling 1977. Fast ebenso lang ist dort die Weltcuptradition, das Turnier umfasst jeweils eine Weltcupprüfung im Springreiten und eine Weltcupprüfung im Dressurreiten.
Auch die Ausrichtung von Weltcupfinals hat hier Tradition, bereits das erste Finale der Springreiter fand 1979 hier statt. An keinem anderen Ort wurden sowohl im Dressur- als auch im Springreiten so viele Weltcupfinalturniere wie in Göteborg durchgeführt: In den Jahren 1982, 1984, 1986, 1988, 1991, 1993, 1995, 1997, 1999, 2001, 2008, 2013 und 2016 wurden hier die Finals der Springreiter durchgeführt. Im Dressurreiten fanden die Weltcupfinals 1989, 1992, 1994, 1996, 1998, 2003, 2013 und ebenfalls 2016 hier statt.

## Dressurreiten

### Qualifizierte Teilnehmer
In der Westeuropaliga dominierten die deutschen Dressurreiter die Liga. Beim Dressur-Weltcupfinale sind nur drei Reiter pro Nation zugelassen. Diese Startplätze erhielten Titelverteidigerin Isabell Werth und die in der Westeuropaliga auf Rang eins und zwei platzierten Helen Langehanenberg und Dorothee Schneider. Der drittplatzierte Benjamin Werndl war somit nicht für das Finale qualifiziert. Doch nachdem Dorothee Schneiders Pferd Sammy Davis jr. bereits bei der letzten Etappe in ’s-Hertogenbosch aufgrund eines Infekts nicht starten konnte, wurde absehbar, dass sich der Wallach nicht ausreichend rechtzeitig vor dem Weltcupfinale wieder fit wurde. Daraufhin zog Schneider zurück. Damit rückte Benjamin Werndl für sie nach.
Aus den Niederlanden konnte nur Hans Peter Minderhoud genügend Punkte für eine Finalteilnahme sammeln. Seine Landsfrau Emmelie Scholtens rückte erst über eine Wildcard in das Starterfeld nach. Nachdem Emile Faurie Delatio im Jahr 2018 aus seinem Beritt abgeben musste und Charlotte Dujardin ihre Stute Freestyle in dieser Weltcupsaison nicht an den Start bringen konnte, war Großbritannien beim Weltcupfinale nicht vertreten. Irlands Topdressurreiterin Judy Reynolds hingegen erhielt einen Startplatz in Göteborg.
Aus Nordamerika sicherten sich die beiden besten Paare des US-amerikanischen Dressursports, Laura Graves mit Verdades und Kasey Perry-Glass mit Dublet, die Teilnahmeberechtigung für das Weltcupfinale.
| Weltcupliga                              | Anzahl der Reiter, die sich aus dieser Liga für das Weltcupfinale qualifizieren | qualifizierte Teilnehmer> |
| ---------------------------------------- | ------------------------------------------------------------------------------- | --- |
| Zentraleuropaliga                        | 2                                                                               | Regina Isatschkina Hanna Karasiowa (Absage) Olga Safronowa (Nachrücker) |
| Nordamerikanische Liga                   | 2                                                                               | Laura Graves Kasey Perry-Glass |
| Pazifische Liga                          | 1                                                                               | Rozzie Ryan (Absage, damit weitere Wildcard) |
| Westeuropaliga                           | 9                                                                               | Helen Langehanenberg Dorothee Schneider (Absage) Benjamin Werndl (Nachrücker) Daniel Bachmann-Andersen Patrik Kittel Hans Peter Minderhoud Maria Caetano Tinne Vilhelmson Silfvén Judy Reynolds Morgan Barbançon Mestre |
| Teilnehmer aus Gebieten ohne Weltcupliga | 1                                                                               | Yvonne Losos de Muñiz |
| Weltcupsieger 2017/2018                  | 1                                                                               | Isabell Werth |
| Wildcards der FEI                        | 2                                                                               | Tanya Seymour Adrienne Lyle Emmelie Scholtens |

### Ablauf und Ergebnisse

#### Grand Prix
Auftakt des Finals der Dressurreiter war der Grand Prix. Dieser stand am Nachmittag des Freitags (5. April) auf dem Programm. Er diente als Einlaufprüfung: Die Teilnahme war (wie bereits bei den Qualifikationen) verpflichtend, das Ergebnis hatte jedoch für den Ausgang des Finals keine direkte Bedeutung.
Den Auftakt zum Grand Prix machte Judy Reynolds. Ihr Wallach Vancouver K scheute in der Schritttour und blieb auch in den direkt folgenden Lektionen nicht ganz losgelassen. Damit kam Reynolds auf ein Endergebnis von unter 70 Prozent. Benjamin Werndl ging seine Premierenprüfung bei einem Weltcupfinale etwas zu schnell an: Er wollte rasch grüßen, sein dadurch verunsicherter Rappwallach Daily Mirror sprang dabei kurz weg, was die Note für diese Lektion auf unter 5 senkte. Bis auf das Rückwärtsrichten zeigten die beiden in Folge eine weitgehend gute Prüfung, mit 73,758 Prozent kamen sie auf Rang 11. Das Weltcupstarterfeld von Göteborg zeichnete eine hohe Leistungsdichte aus, die besten neun Paare kamen im Grand Prix auf Noten über 75 Prozent. Um die Spitzenposition gab es erneut den Zweikampf, der das Weltcupfinale des Vorjahres geprägt hatte: Die sieben Richter waren sich nicht einig darin, ob Laura Graves mit Verdades oder Isabell Werth mit Weihegold OLD den besten Ritt des Tages gezeigt hatten. Doch in der Addition der Noten lag Isabell Werth in diesem Jahr doch deutlich in Führung, unter anderem Dank mehrerer 10er-Noten für Piaffen und Passagen.
Ergebnis:
|   | Reiter                   | Pferd         | Bewertung |
| - | ------------------------ | ------------- | --------- |
| 1 | Isabell Werth            | Weihegold OLD | 81,755 %  |
| 2 | Laura Graves             | Verdades      | 80,109 %  |
| 3 | Daniel Bachmann Andersen | Zack          | 78,152 %  |
| 4 | Kasey Perry-Glass        | Dublet        | 77,267 %  |
| 5 | Helen Langehanenberg     | Damsey FRH    | 76,957 %  |

(beste 5 von 18 Teilnehmern)

#### Grand Prix Kür (Finale)
Etwas mehr als 24 Stunden später, am 6. April ab 16:00 Uhr, folgte für die Dressurreiter die Finalprüfung. Anhand des Ergebnisses dieser Prüfung wurde der Weltcupsieger ermittelt. Das Preisgeld für die Weltcupkür betrug 275.000 Euro.
Dieses Mal als sechste Starterin eröffnete Judy Reynolds mit Vancouver K in der Kür den Reigen der stärkeren Paare. Annähernd durchgängig mit Noten von 7,0 bis 8,0 in der A-Note bewertet, kam Reynolds auf 79,350 Prozent. Zwei Ritte nach ihr kam Benjamin Werndl in das Viereck, und auch er konnte sich im Vergleich zum Grand Prix deutlich steigern. Anders als bei Reynolds verteilten sich die Noten bei ihm jedoch nicht so gleichmäßig: Werndl startete stark mit Noten bis hin zur 9,0, doch Fehler in den Zweierwechseln und nicht optimale Piaffen senkten seine A-Note wieder. Gesamt kam er auf 79,118 Prozent, im Endergebnis Rang zwölf. Vor der Pause gelang es Tinne Vilhelmson Silfvén mit Don Auriello als erste Teilnehmerin auf über 80 Prozent zu kommen, insbesondere dank hoher B-Noten.
Nochmals besser war der erste Ritt nach der Pause: Patrik Kittel und der 13-jährige Delaunay OLD überzeugten durch konstant gute Leistung und kamen auf über 82 Prozent. Erst Laura Graves und Verdades konnten dies überbieten: Trotz eines für ihre Verhältnisse nicht optimalen versammelten Schritt kamen beide auf 87,179 Prozent. Der dritte Skandinavier in der Kür, Daniel Bachmann Andersen, reihte sich hinter ihnen ein. Die Prüfung des Dänen und seines braunen Hengstes Zack bewerteten die Richter mit über 85 Prozent. Gegenüber dem Vorjahresfinale konnte sich das Paar um fünf Prozent steigern. Isabell Werth gelang nach eigener Aussage mit Weihegold OLD die fast perfekte Kür. Unterbrochen wurde dieser Eindruck nur durch einen Fehler in den Einerwechseln. Auch wenn es anders als 2018 kein 90-Prozent-Ritt war, reichte es dennoch für Werths Weltcupfinalsieg.
Den letzten Startplatz, direkt nach Isabell Werth, hatte Helen Langehanenberg zugelost bekommen. Langehanenberg ritt mit dem 17-jährigen Damsey FRH auf Angriff. Bis hierhin ohne Fehler geblieben, stockte der Hengst beim Abwenden auf die Schlusslinie kurz. Doch blieb dies nur eine kurze Unsicherheit. Zusätzlich angespornt durch das einsetzende rhythmische Klatschen der Zuschauer, stürmte Damsey FRH mit einem enormen starken Trab auf Bahnpunkt C zu. Erst kurz vor den Richtern kam das Paar zum Stehen und beendete damit die bisher bestbewertete Kür des Hengstes: Mit 86,571 Prozent verdrängten sie Daniel Bachmann Andersen noch vom Podium.
Ergebnis:
|    | Reiter                   | Pferd                 | Bewertung |
| -- | ------------------------ | --------------------- | --------- |
| 1  | Isabell Werth            | Weihegold OLD         | 88,871 %  |
| 2  | Laura Graves             | Verdades              | 87,179 %  |
| 3  | Helen Langehanenberg     | Damsey FRH            | 86,571 %  |
| 4  | Daniel Bachmann-Andersen | Zack                  | 85,468 %  |
| 5  | Kasey Perry-Glass        | Dublet                | 84,975 %  |
| 6  | Patrik Kittel            | Delaunay OLD          | 82,464 %  |
| 7  | Adrienne Lyle            | Salvino               | 81,832 %  |
| 8  | Emmelie Scholtens        | Apache                | 80,782 %  |
| 9  | Tinne Vilhelmson Silfvén | Don Auriello          | 80,718 %  |
| 10 | Hans Peter Minderhoud    | Dream Boy             | 80,286 %  |
| 11 | Judy Reynolds            | Vancouver K           | 79,350 %  |
| 12 | Benjamin Werndl          | Daily Mirror          | 79,118 %  |
| 13 | Maria Caetano            | Coroado               | 76,393 %  |
| 14 | Morgan Barbançon Mestre  | Sir Donnerhall II OLD | 74,511 %  |
| 15 | Regina Isatschkina       | Sun of may life       | 69,325 %  |
| 16 | Yvonne Losos de Muñiz    | Aquamarijn            | 68,868 %  |
| 17 | Olga Safronowa           | Sandro D’Amour        | 67,886 %  |
| 18 | Tanya Seymour            | Ramoneur              | 65,164 %  |

## Springreiten

### Qualifizierte Teilnehmer (Weltcup)
Die aus den europäischen Weltcupligen qualifizierten Reiter meldeten fast alle ihr Interesse an einer Teilnahme am Weltcupfinale aus. Einzige Ausnahme war Edwina Tops-Alexander, die wie im Vorjahr ihre Saisonplanung auf die Global Champions Tour fokussierte, die an den zwei Wochenenden nach dem Weltcupfinale in Nordamerika Station macht. Dies hatte auch Auswirkung auf das nordamerikanische Teilnehmerfeld: Nahmen in Paris ein Jahr zuvor noch zehn aus der Nordamerikaliga qualifizierte US-Amerikaner am Weltcupfinale teil, finden sich auf der Teilnehmerliste für 2019 nur fünf US-Amerikaner.
Neben den drei aus der Westeuropaliga qualifizierten deutschen Reitern (Deußer, Ahlmann, Beerbaum) qualifizierte sich auch der seit den 1980er Jahren in der Vereinigten Staaten lebende Wilhelm Genn als Zusatzreiter über die Nordamerikaliga für Göteborg. Aufgrund einer leichten Verletzung seines Wallachs Bugatti verzichtete er jedoch auf eine Teilnahme. Anders Beat Mändli: Auch ihm gelang die Qualifikation über die Nordamerikaliga. Er wird zusammen mit Steve Guerdat und Martin Fuchs das Schweizer Aufgebot beim Weltcupfinale stellen. Für Österreich gelang erneut Max Kühner für Finalqualifikation.
| Weltcupliga                                         | Anzahl der Reiter, die sich aus dieser Liga für das Weltcupfinale qualifizieren | qualifizierte Teilnehmer |
| --------------------------------------------------- | ------------------------------------------------------------------------------- | --- |
| Arabische Liga                                      | 3 aus der Nahost-Subliga                                                        | Ramzy al-Duhami (Absage) Abdullah Humaid Al Muhairi Chalid Abdulrahman al-Mobty |
| Arabische Liga                                      | 2 aus der Nordafrika-Subliga                                                    | Abdel Said Mohamed Sadek (Absage) |
| Kaukasus-Kaspische Liga                             | 1                                                                               | Masoud Mokarinezhad (Absage) |
| Zentralasiatische Liga                              | (1)                                                                             | unvollständige Weltcupliga, nur zwei Weltcupspringen |
| Chinesische Liga                                    | 1                                                                               | Tongyan Liu (Absage) |
| Zentraleuropaliga                                   | 3                                                                               | Jarosław Skrzyczyński Kullo Kender Wojciech Wojcianiec |
| Japanliga                                           | 1                                                                               | Shino Hirota |
| Nordamerikanische Liga                              | 7 US-Amerikaner aus der Ostküsten-Subliga                                       | Molly Ashe Cawley (Absage) McLain Ward (Absage) Laura Kraut (Absage) Devin Ryan Lucy Davis (Absage) Georgina Bloomberg (Absage) Mattias Tromp (Absage) |
| Nordamerikanische Liga                              | 3 US-Amerikaner aus der Westküsten-Subliga                                      | Richard Spooner (Absage) Eve Jobs Kelli Cruciotti |
| Nordamerikanische Liga                              | 2 Kanadier (beide Subligen)                                                     | Nicole Walker (Absage) Mario Deslauriers (Absage) |
| Nordamerikanische Liga                              | 2 Mexikaner (beide Subligen)                                                    | Salvador Oñate (Absage) Eugenio Garza Perez (Absage) |
| Nordamerikanische Liga                              | Zusatzreiter (beide Subligen)                                                   | Nayel Nassar (Absage) Wilhelm Genn (Absage) Conor Swail (Absage) Shane Sweetnam (Absage) Sharn Wordley (Absage) Beat Mändli |
| Australische Liga                                   | 2                                                                               | Aaron Hadlow (Absage) Kate Hinschen (Absage) |
| Neuseeländische Liga                                | 1                                                                               | Tegan Fitzsimon (Absage) |
| Südafrikaliga                                       | 1                                                                               | Lisa Williams (Ligasiegerin 2017, Quarantänebedingt Startgenehmigung für 2019 erteilt durch FEI) |
| Mittelamerikanische und Karibische Liga             | 1                                                                               | Liga nicht ausgetragen |
| nördliche Südamerikanische Liga                     | 1                                                                               | Liga nicht ausgetragen |
| südliche Südamerikanische Liga                      | 2                                                                               | Luiz Felipe Pimenta Alves José Roberto Reynoso Fernandez Filho (Absage) Rodrigo Carrasco (Nachrücker) |
| Südostasiatische Liga                               | 1                                                                               | Siengsaw Lertratanachai (Absage) |
| Westeuropaliga                                      | 18                                                                              | Daniel Deußer Christian Ahlmann Steve Guerdat Pieter Devos Kevin Staut Martin Fuchs Henrik von Eckermann Gudrun Patteet (Pferd nicht „fit to compete“) Irma Karlsson Edwina Tops-Alexander ° (Absage) Lorenzo de Luca François Mathy Jr Niels Bruynseels Max Kühner Eduardo Álvarez Aznar Olivier Robert Olivier Philippaerts Peder Fredricson Ludger Beerbaum |
| Sonderstartplatz für Teilnehmer des Gastgeberlandes | 1                                                                               | nicht zutreffend, da schwedische Reiter für das Weltcupfinale qualifiziert sind |
| Weltcupsieger 2017/2018                             | 1                                                                               | Beezie Madden |

° Zusatzreiter: Soweit ein Reiter seinen Wohnsitz in einem anderen Staat als seinem Heimatland hat, kann er in der Liga dieses Landes teilnehmen und wird zunächst auch für diese Liga gewertet. Soweit er sich anhand des Reglements dieser Liga für das Weltcupfinale qualifiziert, zählt er als zusätzlicher Teilnehmer nicht für die (begrenzte) Startplatzanzahl dieser Liga.

### Ablauf

#### Weltcupfinale
Am Mittwoch (3. April) standen sportlich erst einige Rahmenprüfungen auf dem Programm. Für die Weltcupfinalreiter und -pferde wurde mittags ein Trainingsparcours aufgebaut. Dieser konnte genutzt werden, um die Pferde mit der Halle vertraut zu machen.

##### 1. Teilprüfung
Die erste Teilprüfung des Weltcupfinals der Springreiter wurde am Abend des 4. April (Donnerstag) durchgeführt. Aufgabe für die Teilnehmer war eine Zeitspringprüfung. Das Prüfungsergebnis wurde anschließend, wie im Artikel FEI-Weltcup Springreiten erläutert, in Punkte umgerechnet.
Für Beat Mändli endete seine Weltcupfinalteilnahme, kaum dass sie begonnen hatte: Als erster Teilnehmer gestartet, stürzte er mit Dsarie und schied somit aus. Ludger Beerbaum folgte als zweiter Starter, mit drei Strafsekunden für einen Hindernisfehler und einer durchschnittlichen Zeit reichte es für ihn nur zu einer Platzierung im Mittelfeld. Einziger Reiter mit einer Zeit von unter 60 Sekunden wurde Daniel Deußer. Doch auch ihm unterlief ein Springfehler, der ihn auf Rang acht zurückwarf. Für die zwei übrigen Schweizer Reiter verlief die Zeitspringprüfung erfolgreich: Steve Guerdat setzte sich an die Spitze des Feldes, Martin Fuchs auf Rang fünf. Die Plätze zwei bis vier gingen an Reiter aus der europäischen Nation mit dem größten Teilnehmerfeld in Göteborg, Belgien.
Ergebnis:
|    | Reiter                | Pferd                 | Zeit                              | Punkte (Gesamtwertung) |
| -- | --------------------- | --------------------- | --------------------------------- | ---------------------- |
| 1  | Steve Guerdat         | Alamo                 | 61,28 s + 0 Strafsekunden = 61,28 | 34                     |
| 2  | Pieter Devos          | Apart                 | 61,31 s + 0 Strafsekunden = 61,31 | 32                     |
| 3  | Olivier Philippaerts  | Legend of Love        | 61,43 s + 0 Strafsekunden = 61,43 | 31                     |
| 4  | Francois Mathy Jr     | Casanova de l’Herse   | 61,62 s + 0 Strafsekunden = 61,62 | 30                     |
| 5  | Martin Fuchs          | Clooney               | 62,04 s + 0 Strafsekunden = 62,04 | 29                     |
| 6  | Eduardo Álvarez Aznar | Rokfeller de Pleville | 62,17 s + 0 Strafsekunden = 62,17 | 28                     |
| 7  | Christian Ahlmann     | Clintrexo Z           | 62,77 s + 0 Strafsekunden = 62,77 | 27                     |
| 8  | Daniel Deußer         | Tobago Z              | 59,85 s + 4 Strafsekunden = 62,85 | 26                     |
| 9  | Niels Bruynseels      | Delux                 | 63,49 s + 0 Strafsekunden = 63,49 | 25                     |
| 10 | Beezie Madden         | Breitling             | 60,74 s + 4 Strafsekunden = 63,74 | 24                     |

(beste 10 von 33 Teilnehmern)

##### 2. Teilprüfung
Genau 24 Stunden nach Beginn der ersten Teilprüfung war der zweite Teil des Weltcupfinals der Springreiter angesetzt. Ausgerichtet wurde die zweite Teilprüfung als Springprüfung mit einmaligem Stechen.
Es dauerte bis zum 15. Teilnehmer, ehe der erste fehlerfreie Ritt in der zweiten Teilprüfung zu verzeichnen war: Max Kühner und sein Schimmel Chardonnay qualifizierten sich als erste für das Stechen. Gleich der nächste Reiter zog gleich, auch Ludger Beerbaum zog mit Cool Feeling in das Stechen ein. Daran schloss sich gleich eine ganze Anzahl an fehlerfreien Ritten an, von den nächsten acht Reitern blieben fünf ohne Fehler. Während Daniel Deußer mit Tobago Z nur ein Hindernisfehler unterlief, vergab Christian Ahlmann jede Chance auf ein gutes Gesamt-Endergebnis: Mit seinem Schimmelhengst Clintrexo Z kam er auf 12 Strafpunkte. Der Null-Fehler-Ritt von Eduardo Álvarez Aznar, der nach Ahlmann antrat, sollte der letzte des Normalumlaufs gewesen sein. Den nach ihm folgenden bisher auf Platz fünf bis eins rangierten Teilnehmern glückte dies nicht mehr. Ganz besonders unglücklich verlief die Prüfung für Pieter Devos: Bisher auf Rang zwei platziert, sprang sein Wallach Apart die Trippelbarre (Einsprung zur dreifachen Kombination) viel zu hoch und ohne Weite an, so dass das Paar im Spring landete. Beim erneuten Anreiten nach dem Wiederaufbau des Hindernisses überwand das Paar den Sprung zwar, jedoch mit Mühe und so, dass die Distanz zum nächsten Hindernis völlig unpassend wurde. Devos musste das Anreiten des nächsten Hindernisses abbrechen und schied aufgrund dieser zweiten Verweigerung aus.
Max Kühner legte im Stechen mit einer zügigen Null-Fehler-Runde vor. Ludger Beerbaum versuchte anzugreifen, doch bereits am ersten Hindernis kam es zu einem Fehler. Während auch Olivier Robert einen Hindernisfehler hatte, blieb Jarosław Skrzyczyński fehlerfrei – er reihte sich hinter Kühner ein. Anders Peder Fredricson: Unter dem Jubel des heimischen Publikums übernahm er, 1,5 Sekunden schneller als Kühner, die Führung. Als letzter Reiter im Stechen griff Eduardo Álvarez Aznar diese Führung nochmals an. Mit seinem Wallach Rokfeller de Pleville, mit dem er in den letzten Jahren diverse erfolgreiche Runden in Nationenpreisen und 5*-Großen Preisen bestritten hatte, schien er die Zeit von Fredricson nochmals unterbieten zu können. Doch die Uhr kam erst nach 37,97 Sekunden zum Stehen. Dies brachte ihm in dieser Prüfung nur Rang zwei ein, doch im Gesamtklassement ging er damit in Führung.
Ergebnis:
|               | Reiter                | Pferd                 | 1. Umlauf | 1. Umlauf     | Stechen  | Stechen | Punkte (Gesamtwertung) |
| Straf- punkte | Reiter                | Pferd                 | Zeit (s)  | Straf- punkte | Zeit (s) |         | Punkte (Gesamtwertung) |
| ------------- | --------------------- | --------------------- | --------- | ------------- | -------- | ------- | ---------------------- |
| 1             | Peder Fredricson      | Catch me not S        | 0         | -             | 0        | 37,94   | 34                     |
| 2             | Eduardo Álvarez Aznar | Rokfeller de Pleville | 0         | -             | 0        | 37,97   | 32                     |
| 3             | Max Kühner            | Chardonnay            | 0         | -             | 0        | 39,44   | 31                     |
| 4             | Jarosław Skrzyczyński | Chacclana             | 0         | -             | 0        | 39,68   | 30                     |
| 5             | Beezie Madden         | Breitling             | 0         | -             | 4        | 34,75   | 29                     |
| 6             | Niels Bruynseels      | Delux                 | 0         | -             | 4        | 38,01   | 28                     |
| 7             | Olivier Robert        | Tempo de Paban        | 0         | -             | 4        | 38,33   | 27                     |
| 8             | Ludger Beerbaum       | Cool Feeling          | 0         | -             | 4        | 39,72   | 26                     |
| 9             | Martin Fuchs          | Clooney               | 4         | 75,23         |          |         | 25                     |
| 10            | Henrik von Eckermann  | Mary Lou              | 4         | 75,54         |          |         | 24                     |

(beste 10 von 32 Teilnehmern)

##### 3. Teilprüfung
Der 6. April war Pausentag für die Weltcuppferde. Die dritte und damit letzte Teilprüfung stand am 7. April ab 14 Uhr auf dem Programm. Ausgeschrieben war die Prüfung als Springprüfung mit zwei unterschiedlichen Umläufen. Sie wurde nicht gegen die Zeit geritten, eine erlaubte Zeit war jedoch vorgesehen. Bei Punktgleichheit im Gesamtreglement bezüglich des Weltcupsiegers wäre anschließend ein Stechen durchgeführt worden. Für Punktgleichheit auf allen anderen Platzierungen wurde die Zeit des zweiten Umlaufs der 3. Teilprüfung als Unterscheidungskriterium herangezogen.
Der erste Umlauf der dritten Teilprüfung war eine wirkliche Herausforderung für alle Prüfungsteilnehmer. Überhaupt nur fünf von ihnen gelang es, ohne Fehler zu blieben. Als besondere Herausforderungen erwiesen sich Hindernis 10, ein mit einem Steilsprung überbautes Wasserhindernis, sowie die Schlusslinie. Diese bestand aus einer dreifachen Kombination mit jeweils einfarbigen Hindernissen sowie dem Schlusssprung mit einer grauen Planke als oberstes Element des Hindernisses. Dennoch gelang es dem Parcoursbauer Santiago Varela, dass kein Paar wirklich schlecht aussah in diesem Parcours, es gab keine Aufgaben oder Stürze.
Null Strafpunkte hieß es erstmals beim Ritt von Abdel Said, der sich damit von Platz 15 auf Rang elf vorarbeiten konnte. Max Kühner und Daniel Deußer konnten ihr Ergebnis von (umgerechneten) sechs Strafpunkten halten, sie arbeiteten sich damit auf Rang vier vor dem letzten Umlauf vor. Auch ohne Fehler blieben die Schweizer Fuchs und Guerdat – beide lagen auf den Plätzen eins und zwei nach dem ersten Umlauf. Peder Fredricson unterlief ein Hindernisfehler, Eduardo Álvarez Aznar leistete sich gar zwei Springfehler.
Im zweiten Umlauf der besten 20 Starter gingen noch 19 Reiter an den Start. Henrik von Eckermann zog seinen Start zurück, nachdem seine Stute Mary Lou in den vorherigen Runden deutlich unter ihrem Leistungsvermögen geblieben war. In diesem letzten Parcours war erstmals bei diesem Weltcupfinale die erlaubte Zeit ein entscheidendes Kriterium, mehrere Reiter erhielten Zeitstrafpunkte. Gleich als erste Reiterin kam die 20-jährige Eve Jobs auf nur vier Strafpunkte, damit konnte sie sich bei ihrem ersten Weltcupfinale den 15. Platz sichern.
Ludger Beerbaum hatte für dieses Weltcupfinale eine ungewöhnliche Strategie gewählt: Im Zeitspringen hatte seinen erfahrenen Fuchswallach Casello geritten, in der zweiten Teilprüfung den 11-jährigen Cool Feeling. Für die dritte Teilprüfung wählte er wieder Casello. Nachdem er im ersten Umlauf der dritten Teilprüfung bereits 12 Strafpunkte gesammelt hatte, verlief auch der zweite Umlauf unglücklich für ihn. Casello machte vor einem Hindernis einen zusätzlichen sehr kurzen Galoppsprung, so dass sie das Hindernis nicht mehr passend springen konnten und mehrere Stangen abwarfen. Beerbaum verlor in Folge fast die Balance im Sattel und gab kurz danach auf. Olivier Philippaerts hatte im ersten Umlauf mit acht Strafpunkten den Anschluss zur Spitze des Klassements verloren. Im zweiten Umlauf gelang ihm mit seiner Stute Legend of Love die erste fehlerfreie Runde, die ihn in den Kreis der besten sieben zurückbrachte. Eduardo Álvarez Aznar unterlief mit Rokfeller de Pleville ein weiterer Fehler, so dass er das Weltcupfinale auf Rang acht beendete. Vorjahressiegerin Beezie Madden kam nach je einem Springfehler pro Umlauf an diesem letzten Tag auf Rang sechs.
Wie einige Monate zuvor bei den Weltreiterspielen vergab Max Kühner im letzten Umlauf seine Chance: Mit zwei Hindernisfehlern rutschte er auf Rang neun ab. Besser machte es Daniel Deußer, der fehlerfrei blieb und damit nur einen Springfehler hinter dem Führenden lag. Doch den drei bisher besten Teilnehmern unterlief kein Fehler: Steve Guerdat gewann zum dritten Mal ein Weltcupfinale, der von ihm trainierte Martin Fuchs wurde Zweiter. Der einzige verbliebene Schwede im Starterfeld, Peder Fredricson, sicherte sich den dritten Platz auf dem Podium. Für den Europameister von 2017 war dies im Alter von 47 Jahren seine erste Weltcupfinalteilnahme im Springreiten.
Ergebnis:
|           | Reiter           | Pferd                  | Strafpunkte | Strafpunkte | Strafpunkte |
| 1. Umlauf | Reiter           | Pferd                  | 2. Umlauf   | Gesamt      |             |
| --------- | ---------------- | ---------------------- | ----------- | ----------- | ----------- |
| 1         | Daniel Deußer    | Tobago Z               | 0           | 0           | 0           |
| 1         | Martin Fuchs     | Clooney                | 0           | 0           | 0           |
| 1         | Steve Guerdat    | Alamo                  | 0           | 0           | 0           |
| 4         | Peder Fredricson | Catch me not S         | 4           | 0           | 4           |
| 5         | Abdel Said       | Jumpy van de Hermitage | 0           | 5           | 5           |

(beste fünf von 25 Teilnehmern)

##### Endstand
|        | Reiter                      | Pferd/ Pferde                           | 1. Prüfung | 2. Prüfung    | Punkte aus Prüfung 1 und 2 | Punkte, umgerechnet in Strafpunkte | 3. Prüfung    | 3. Prüfung | Straf- punkte |
| Punkte | Reiter                      | Pferd/ Pferde                           | Punkte     | Straf- punkte | Punkte aus Prüfung 1 und 2 | Punkte, umgerechnet in Strafpunkte | Straf- punkte |            | Straf- punkte |
| ------ | --------------------------- | --------------------------------------- | ---------- | ------------- | -------------------------- | ---------------------------------- | ------------- | ---------- | ------------- |
| 1      | Steve Guerdat               | Alamo                                   | 34         | 21            | 55                         | 2                                  | 0             | 2          | 3             |
| 2      | Martin Fuchs                | Clooney                                 | 29         | 25            | 54                         | 3                                  | 0             | 0          | 3             |
| 3      | Peder Fredricson            | All In und Catch me not S               | 23         | 34            | 57                         | 1                                  | 4             | 0          | 5             |
| 4      | Daniel Deußer               | Tobago Z                                | 26         | 22            | 48                         | 6                                  | 0             | 0          | 6             |
| 5      | Niels Bruynseels            | Delux                                   | 25         | 28            | 53                         | 3                                  | 4             | 4          | 11 (66,14 s)  |
| 6      | Beezie Madden               | Breitling                               | 24         | 29            | 53                         | 3                                  | 4             | 4          | 11 (66,27 s)  |
| 7      | Olivier Philippaerts        | Legend of Love                          | 31         | 23            | 54                         | 3                                  | 8             | 0          | 11 (66,56 s)  |
| 8      | Eduardo Álvarez Aznar       | Rokfeller de Pleville                   | 28         | 32            | 60                         | 0                                  | 8             | 4          | 12            |
| 9      | Max Kühner                  | Chardonnay                              | 16         | 31            | 47                         | 6                                  | 0             | 8          | 14            |
| 10     | Abdel Said                  | Jumpy van de Hermitage                  | 20         | 18            | 38                         | 11                                 | 0             | 5          | 16            |
| 11     | François Mathy Jr           | Casanova de l’Herse und Uno de la Roque | 30         | 19            | 49                         | 5                                  | 4             | 8          | 17 (67,83 s)  |
| 12     | Jarosław Skrzyczyński       | Chacclana                               | 22         | 30            | 52                         | 4                                  | 4             | 9          | 17 (68,20 s)  |
| 13     | Olivier Robert              | Eros und Tempo de Paban                 | 19         | 27            | 46                         | 7                                  | 12            | 5          | 24            |
| 14     | Christian Ahlmann           | Clintrexo Z                             | 27         | 11            | 38                         | 11                                 | 8             | 9          | 28            |
| 15     | Eve Jobs                    | Venue d’Fees des Hazalles               | 7          | 17            | 24                         | 18                                 | 8             | 4          | 30            |
| 16     | Kelli Cruciotti             | Hadja van Orshof                        | 15         | 15            | 30                         | 15                                 | 8             | 12         | 35            |
| 17     | Georgina Bloomberg          | Chameur                                 | 5          | 20            | 25                         | 17                                 | 8             | 16         | 41 (66,46 s)  |
| 18     | Wojciech Wojcianiec         | Naccord Melloni                         | 11         | 16            | 27                         | 16                                 | 4             | 21         | 41 (71,99 s)  |
| 19     | Ludger Beerbaum             | Casello und Cool Feeling                | 17         | 26            | 43                         | 8                                  | 4             | AUFG       | (12)          |
| 20     | Henrik von Eckermann        | Mary Lou                                | 18         | 24            | 42                         | 9                                  | 12            | N.GES.     | (21)          |
| 21     | Lisa Williams               | Campbell                                | 6          | 14            | 20                         | 20                                 | 9             |            | (29)          |
| 22     | Devin Ryan                  | Cooper                                  | 9          | 10            | 19                         | 20                                 | 12            |            | (32)          |
| 23     | Chalid Abdulrahman al-Mobty | Dona Evita                              | 13         | 13            | 26                         | 17                                 | 16            |            | (33)          |
| 24     | Shino Hirota                | Life is beautiful                       | 2          | 9             | 11                         | 24                                 | 17            |            | (41)          |
| 25     | Kullo Kender                | Artas                                   | 8          | 7             | 15                         | 22                                 | 22            |            | (44)          |
|        | …                           |                                         |            |               |                            |                                    |               |            |               |
| 33     | Beat Mändli                 | Dsarie                                  | AUSG       |               |                            |                                    |               |            | –             |

AUFG = aufgegeben / verzichtet
AUSG = ausgeschieden
DISQ = disqualifiziert
N.GES. = nicht gestartet

#### Weitere Prüfungen
Im Rahmen des Weltcupfinalturniers fanden diverse Rahmenprüfungen im Springreiten statt, unter anderem für Junge Reiter und junge Springpferde. Höchstdotierte Prüfung des Rahmenprogramms war die mit rund 860.000 Schwedischen Kronen dotierte Gothenburg Trophy am späteren Abend des 6. Aprils. Hierbei handelte es sich um eine Springprüfung mit einmaligem Stechen über Hindernisse bis zu einer Höhe von 1,55 Meter.